# Богуславка (Днепропетровская область)
Богуславка (укр. Богуславка) — село,
Раевский сельский совет,
Синельниковский район,
Днепропетровская область,
Украина.
Код КОАТУУ — 1224887102. Население по переписи 2001 года составляло 37 человек.

## Географическое положение
Село Богуславка находится на расстоянии в 1 км от села Раевка и в 1,5 км от села Морозовское.
По селу протекает пересыхающий ручей с запрудой.
Рядом проходит автомобильная дорога Т-0425.